# Dwór królewski w Tiébélé
Dwór królewski w Tiébélé (fr. Cour royale de Tiébélé) – kompleks tradycyjnego budownictwa ludu Kassena, położony w miejscowości Tiébélé na południu Burkiny Faso. Został założony w XVI wieku przez Patyringomie, wodza ludu Mossi, grupy etnicznej wywodzącej się z rejonu Loumbila w środkowej Burkinie Faso. Obejmuje rezydencję i dwór króla ludu Kassena (Pè) i innych członków rodziny królewskiej, mauzolea, pomniki, kapliczki i inne tradycyjne budowle z cegły suszonej, a także święte gaje i kamienne dziedzińce. Budowle z cegły suszonej posiadają tradycyjnie zdobione i malowane ściany, których wykonaniem zajmują się wyłącznie kobiety. 
Zespół dworu królewskiego w Tiébélé został w 2024 roku wpisany na listę światowego dziedzictwa UNESCO.

## Galeria

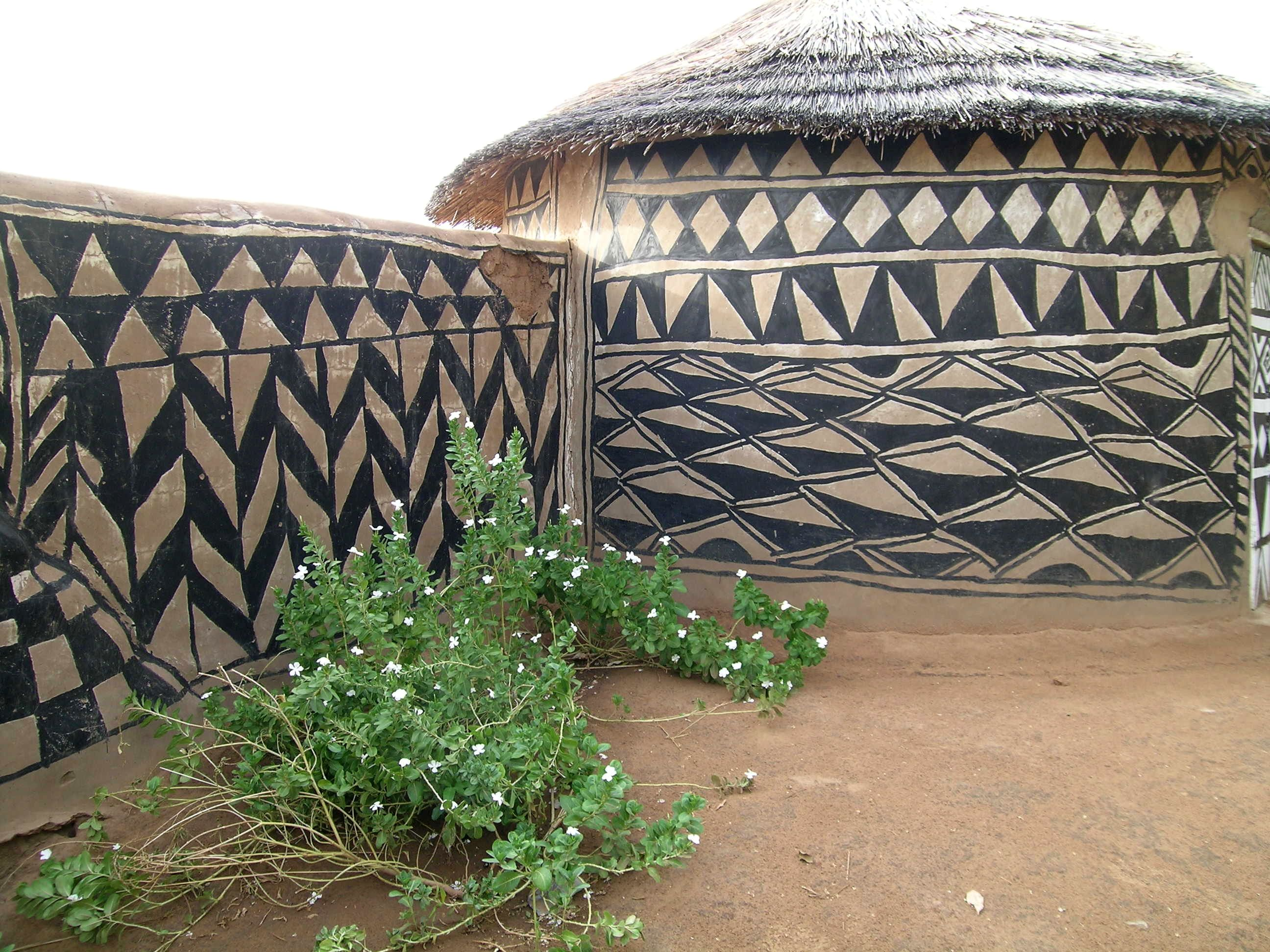
Tradycyjne zdobienia
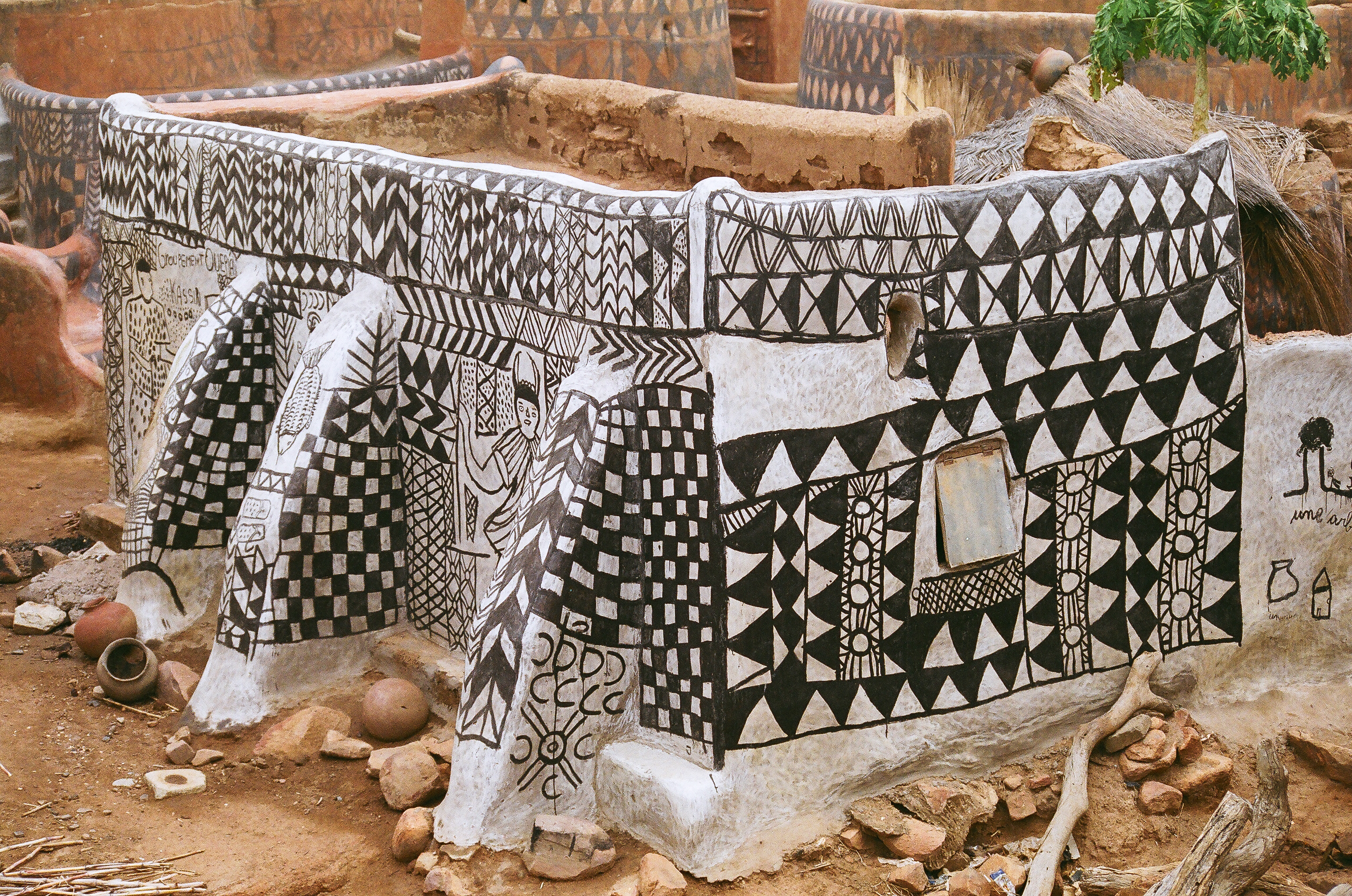
Tradycyjne zdobienia
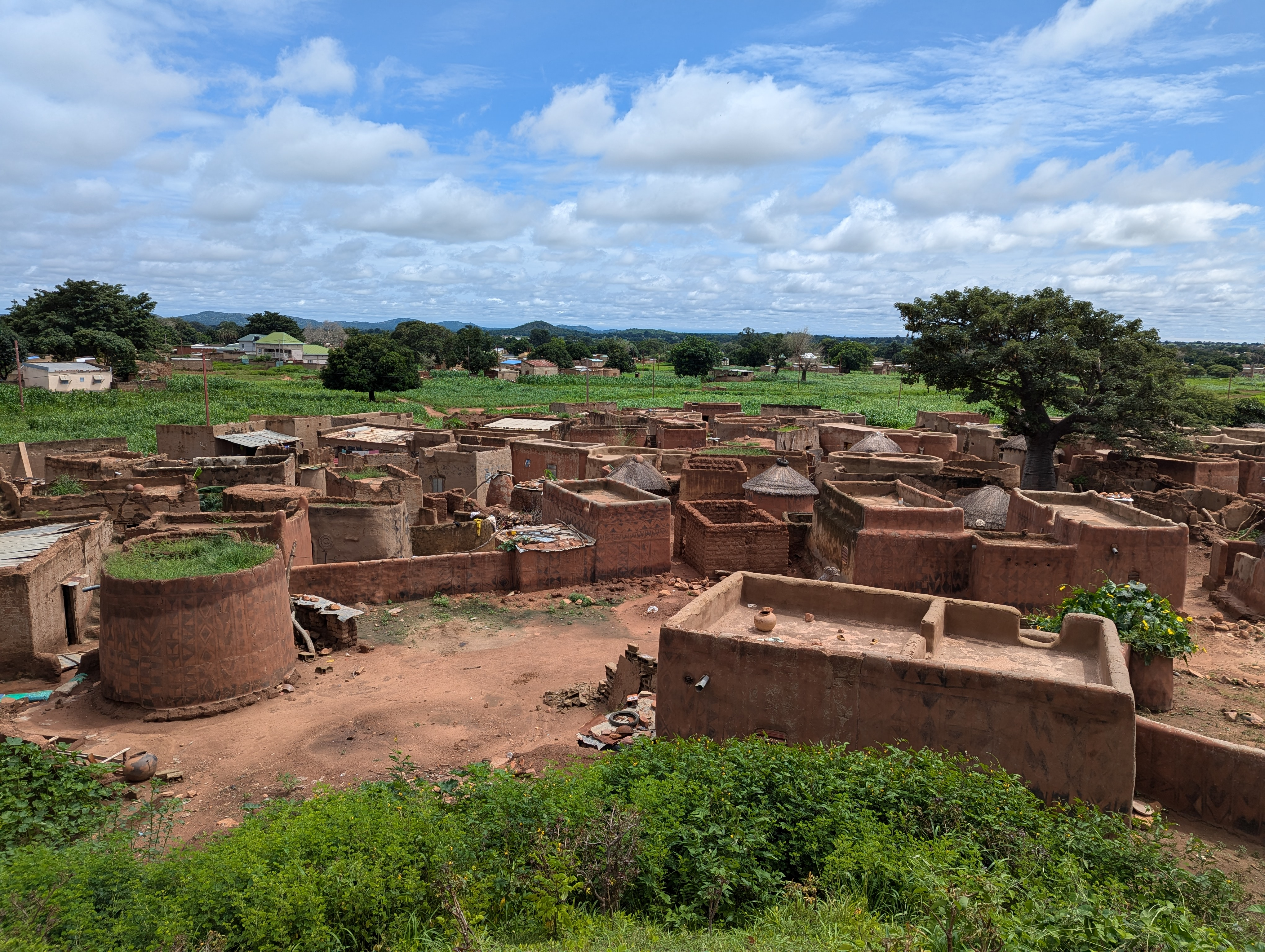
Widok ogólny